# Звучна двубърнена носова съгласна
Звучната двубърнена носова съгласна е вид съгласен звук, използван в почти всички говорими езици. В Международната фонетична азбука той се отбелязва със символа m. В българския език е звукът, обозначаван с „м“, освен в смекчени позиции (пред „ю“, „я“ или „ь“).
Звучната двубърнена носова съгласна се използва в езици като английски (him, [hɪm]), испански (grumete, [ɡɾuˈme̞te̞]), мандарин (猫, [mɑʊ̯˥]), немски (Maus, [maʊ̯s]), полски (masa, [ˈmäsä]), руски (муж, [muʂ]), френски (manger, [mɑ̃ʒe]).